# Gmina Kłoczew
Die Gmina Kłoczew ist eine Landgemeinde im Powiat Rycki der Woiwodschaft Lublin in Polen. Ihr Sitz ist das gleichnamige Dorf.

## Gliederung
Zur Landgemeinde Kłoczew gehören folgende Ortschaften:
Borucicha
Bramka
Czernic
Gęsia Wólka
Gózd
Huta Zadybska
Jagodne
Janopol
Julianów
Kawęczyn
Kąty
Kłoczew
Kokoszka
Kurzelaty
Nowe Zadybie
Padarz
Przykwa
Rybaki
Rzyczyna
Sokola
Sosnówka
Stare Zadybie
Stryj
Wojciechówka
Wola Zadybska
Wola Zadybska-Kolonia
Wygranka
Wylezin
Zaryte
Żwadnik